# Phrynomedusa fimbriata
Phrynomedusa fimbriata és una espècie de granota que vivia al Brasil.